# Des jours entiers à t'aimer
Albums de Julien Clerc
Julien Clerc
(1968) Niagara
(1971)
Des jours entiers à t'aimer est le deuxième album studio de Julien Clerc sorti en 1970.
Il contient Des jours entiers à t'aimer, chanson qui donne le titre à l'album et aussi le célèbre La Californie, sorti en single en 1969.

## Titres
| No  | Titre                                     | Auteur                         | Durée |
| --- | ----------------------------------------- | ------------------------------ | ----- |
| 1.  | Des jours entiers à t'aimer               | Étienne Roda-Gil, Julien Clerc |       |
| 2.  | Bourg-la-Reine                            | Maurice Vallet, Julien Clerc   |       |
| 3.  | Si tu reviens                             | Étienne Roda-Gil, Julien Clerc |       |
| 4.  | Faillite (First National City Bank Blues) | Étienne Roda-Gil, Julien Clerc |       |
| 5.  | La Californie                             | Étienne Roda-Gil, Julien Clerc |       |
| 6.  | Zucayan                                   | Maurice Vallet, Julien Clerc   |       |
| 7.  | Quatre heures du matin                    | Maurice Vallet, Julien Clerc   |       |
| 8.  | Carthage                                  | Étienne Roda-Gil, Julien Clerc |       |
| 9.  | Les Menhirs                               | Maurice Vallet, Julien Clerc   |       |
| 10. | Des larmes sucrées                        | Étienne Roda-Gil, Julien Clerc |       |
| 11. | La Veuve de Joe Stan Murray               | Étienne Roda-Gil, Julien Clerc |       |